# Favia laxa
Espèce
Statut CITES
Favia laxa est une espèce de coraux appartenant à la famille des Faviidae. Selon WoRMS, cette espèce n'est pas valide et correspond à Dipsastraea laxa Klunzinger, 1879.